# Zhiwan Dao
Zhiwan Dao (kinesiska: 直湾岛) är en ö i Kina. Den ligger i provinsen Guangdong, i den södra delen av landet, omkring 160 kilometer sydost om provinshuvudstaden Guangzhou. Arean är 4,5 kvadratkilometer. Den sträcker sig 2,5 kilometer i nord-sydlig riktning, och 5,1 kilometer i öst-västlig riktning.
Genomsnittlig årsnederbörd är 3 203 millimeter. Den regnigaste månaden är maj, med i genomsnitt 664 mm nederbörd, och den torraste är oktober, med 61 mm nederbörd.